# Al-Shatra District
Al-Shatra District är ett distrikt i Irak.   Det ligger i provinsen Dhi Qar, i den sydöstra delen av landet, 280 km sydost om huvudstaden Bagdad.
Följande samhällen finns i Al-Shatra District:
- Ash Shaţrah